# Bertula figurata
Bertula figurata är en fjärilsart som beskrevs av George Francis Hampson 1898. Bertula figurata ingår i släktet Bertula och familjen nattflyn. Inga underarter finns listade i Catalogue of Life.